# Máxima
Máxima é a Figura musical que tem duração de 8 vezes mais que a semibreve. Por ser tão longa, seu uso restringiu-se até o século XVII, e depois foi abandonado. Usada nos compassos 16/2, 32/4....

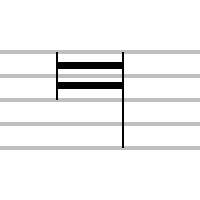
Uma máxima
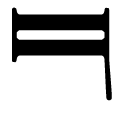
Máxima na grafia do século XVI/XVII
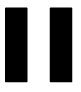
Pausa da máxima